# Franz Rost (Mediziner)
Franz Rost (* 28. Mai 1884 in Naumburg (Saale); † 23. Februar 1935 in Mannheim) war ein deutscher Chirurg und Hochschullehrer.

## Leben
Franz Rost studierte an den Universitäten Tübingen, Leipzig, Königsberg, Straßburg und Heidelberg Medizin. In Tübingen wurde er 1903 Mitglied des Corps Rhenania. Nach Abschluss des Studiums wurde er Assistent in Heidelberg, wo er sich habilitierte und zum außerordentlichen Professor ernannt wurde. Anno 1923 wurde er zum Leiter der chirurgischen Abteilung des Städtischen Krankenhauses in Mannheim berufen. Rost war der Verfasser des in mehreren Auflagen sowie in Deutsch und Englisch erschienenen Werkes Pathologische Physiologie des Chirurgen/chirurgischer Erkrankungen.

## Schriften
- Über das Verhalten der normalen Agglutinine bei akutem Blutverlust und dessen Therapie, 1909
- Experimentelle Untersuchungen über eiterige Parotitis, 1914
- Pathologische Physiologie des Chirurgen, 1920, 2. vermehrte und umgearbeitete Auflage 1921, 3. vermehrte und umgearbeitete Auflage 1925, 4. Auflage 1938 unter dem Titel Pathologische Physiologie chirurgischer Erkrankungen (posthum zusammen mit Theodor Naegeli) – 1923 erschien das Buch unter dem Titel The Pathological Physiology of Surgical Diseases in englischer Sprache.
- Zur Geschichte der Chirurgie im Mittelalter, 1932